# Pityphyllum hirtzii
Pityphyllum hirtzii är en orkidéart som beskrevs av Dodson. Pityphyllum hirtzii ingår i släktet Pityphyllum och familjen orkidéer. Inga underarter finns listade i Catalogue of Life.